# Edifici Torho
L'Edifici Torho és una obra de Girona inclosa a l'Inventari del Patrimoni Arquitectònic de Catalunya.
És una obra de l'arquitecte gironí Joaquim Figa i Mataró de 1987 encarregada per Francesc Serra i Bou, gerent de l'empresa de materials prefabricats per a la construcció TORHO que es troba a la cantonada dels carrers Emili Grahit i M. Quer.

## Descripció
L'edifici té dues parts diferenciades segons l'alçada de l'edificació. Pel costat de la cantonada és de planta baixa i 6 pisos amb accés a la casa en planta baixa, i per la cantonada configurada com un sòcol de pilars vistos i on es retallen les obertures dels garatges i botigues. Els quatre pisos pel costat del carrer es rematen en una pèrgola a la terrassa fins a arribar al mateix nivell que el cinquè pis del de cantonada i, mercès a una cornisa, unificar-ho tot. La darrera planta, el sisè pis es tracta amb un bloc formigó diferent i es remata amb cornisa de formigó vist. El material general es bloc TORHO TOBOT. Les obertures es concentren a manera de balcó interior a la cantonada i en el pany de la façana del carrer M. Quer. La separació entre les 2 parts en forma de balconeres verticals, igual que la separació amb la mitgera a Emili Grahit, on tot el volat s'interromp i recupera l'alienació de carrer.